# Paweł Urban
Paweł Urban (también deletreado como Pawel L. Urban (nombre chino: 帕偉鄂本)) es un químico y es un profesor de química analítica de la Facultad de Química en la Universidad Nacional Tsing Hua (Hsinchu, Taiwán). Recibió su diploma de doctorado en química de la Universidad de York (Reino Unido). Urban lleva a cabo investigaciones sobre espectrometría de masas y análisis bioquímico.

## Actividad académica
Urban es el inventor de varias técnicas analíticas, por ejemplo muestreo de micropatch de hidrogel, extracción por efervescencia, sistemas para la obtención de imágenes de reacciones químicas, y microarrays para espectrometría de masas (MAMS). Urban ha estado popularizando el uso de hardware libre en prototipos de la instrumentación para química analítica. Es autor de numerosas publicaciones científicas, entre ellas un libro sobre espectrometría de masas resuelta en el tiempo. Es miembro del consejo editorial de la revista científica HardwareX. También fue editor invitado en la revista científica Philosophical Transactions of the Royal Society.